# Prix de la révélation théâtrale de l'année du Syndicat de la critique
 (avril 2024).
Si vous disposez d'ouvrages ou d'articles de référence ou si vous connaissez des sites web de qualité traitant du thème abordé ici, merci de compléter l'article en donnant les références utiles à sa vérifiabilité et en les liant à la section « Notes et références ».
Le Prix de la révélation théâtrale de l'année du Syndicat de la critique est une distinction artistique récompensant les meilleurs nouveaux talents du théâtre de l'année. Depuis l'édition 2011, le prix est nommé prix Jean-Jacques-Lerrant.

## Palmarès
- 1975/1976 : Caroline Huppert pour Les Enfants gâtés de Madame de Genlis, adaptation et mise en scène Caroline Huppert, Théâtre Essaïon
- 1976/1977 : Jean-Claude Fall pour sa mise en scène de Schippel de Carl Sternheim, Théâtre de la Commune
- 1977/1978 : Jean-Christian Grinevald pour sa mise en scène de Gotcha de Barrie Keefe, Théâtre Marie-Stuart
- 1978/1979 : Anna Prucnal pour son spectacle Kabaret, Théâtre Gérard Philipe
- 1979/1980 : Catherine Frot dans C'était comment, déjà, texte et mise en scène Jean Bouchaud, Petit Odéon
- 1980/1981 : Jérôme Deschamps pour La Petite Chemise de nuit, Centre Pompidou-Festival d'automne
- 1981/1982 : Nathalie Becue dans Yvonne, Princesse de Bourgogne de Witold Gombrowicz, mise en scène Jacques Rosner, Théâtre national de l'Odéon
- 1982/1983 : Myriam Boyer dans Combat de nègre et de chiens de Bernard-Marie Koltès, mise en scène Patrice Chéreau, Théâtre Nanterre-Amandiers
- 1983/1984 : Ex æquo : Marianne Epin dans Le Pain dur de Paul Claudel, mise en scène Gildas Bourdet, Théâtre National du Nord-Pas-de-Calais; Monick Lepeu et Rachel Salik dans Gertrude morte cet après-midi de Monick Lepeu d'après Gertrude Stein, mise en scène Rachel Salik, Théâtre Les Déchargeurs
- 1984/1985 : Denis Lavant dans Adiendi de Jelena Kohout, mise en scène Viviane Théophilidès, Petit Odéon
- 1985/1986 : Sophie Loucachevsky pour sa mise en scène de Madame de Sade de Mishima, Théâtre national de Chaillot
- 1986/1987 : Thierry Fortineau dans Le Journal d'un curé de campagne d'après Georges Bernanos, mise en scène François Bourgeat, Théâtre de la Potinière
- 1987/1988 : Catherine Anne, pour l'ensemble de son travail et pour sa pièce Combien de nuits faudra-t-il marcher dans la ville ? Théâtre de la Bastille
- 1988/1989 : Ex æquo : Marion Bierry dans Journal d'une petite fille, mise en scène Pierre Tabard, Théâtre de Poche Montparnasse, et Aurore Clément dans La Vie singulière d'Albert Nobbs, d'après George Moore, mise en scène Simone Benmussa, Théâtre du Rond-Point
- 1989/1990 : Maria de Medeiros dans Zazou, mise en scène Jérôme Savary, Théâtre national de Chaillot
- 1990/1991 : Stéphane Braunschweig pour Les Hommes de neige (trilogie : pièces de Büchner, Brecht et Horváth), Théâtre de Gennevilliers
- 1991/1992 : Judith Henry dans Roberto Zucco de Bernard-Marie Koltès, mise en scène Bruno Boëglin, TNP Villeurbanne, Théâtre de la Ville
- 1992/1993 : Stanislas Nordey pour sa mise en scène de Calderon de Pier Paolo Pasolini, Théâtre Gérard Philipe
- 1993/1994 : Serpentine Teyssier dans La Femme changée en renard de David Garnett, mise en scène Didier Bezace, Théâtre de l'Aquarium
- 1994/1995 : Serge Tranvouez pour sa mise en scène de Partage de midi de Paul Claudel, Théâtre de la Cité internationale
- 1995/1996 : Marcial Di Fonzo Bo dans Richard III de William Shakespeare, mise en scène Matthias Langhoff, Festival d'Avignon, Théâtre Gérard Philipe
- 1996/1997 : Cécile Garcia-Fogel dans Les Reines de Normand Chaurette, mise en scène Joël Jouanneau, Comédie-Française et Trézene mélodie d'après Phèdre de Racine, mise en scène Cécile Garcia-Fogel, Théâtre de la Bastille
- 1997/1998 : Fellag pour son spectacle Djudjurassic Bled, Théâtre International de Langue Française
- 1998/1999 : Emmanuel Demarcy-Mota pour sa mise en scène de Peines d'amour perdues de William Shakespeare, Théâtre de la Commune, Théâtre de la Ville
- 1999/2000 : Lucie Boscher dans Jeanne d'après Charles Péguy, mise en scène Christian Schiaretti, Centre dramatique de Reims
- 2000/2001 : Thierry de Peretti pour sa mise en scène de Le Retour au désert de Bernard-Marie Koltès, Théâtre de la Bastille
- 2001/2002 : Dan Jemmett pour sa mise en scène de Shake, d'après William Shakespeare, Théâtre Vidy-Lausanne, Théâtre de la Ville
- 2002/2003 : Fabrice Melquiot pour Le Diable en partage, L'Inattendu, Bouli-Miro, (textes aux Éditions de l'Arche)
- 2003/2004 : Ex æquo : Célie Pauthe pour sa mise en scène de Quartett de Heiner Müller, TNT Toulouse, Théâtre de la Cité internationale, et Marc Paquien pour ses deux mises en scène : La Mère de Stanislaw Ignacy Witkiewicz, Théâtre Gérard-Philipe et Face au Mur de Martin Crimp, Théâtre national de Chaillot
- 2004/2005 : James Thierrée pour La Veillée des Abysses, Théâtre Vidy-Lausanne, Théâtre de la Ville
- 2005/2006 : Léonie Simaga dans Le Cid de Pierre Corneille, Comédie-Française
- 2006/2007 : Cécile Coustillac dans Les Trois Sœurs de Tchekhov et Vêtir ceux qui sont nus de Pirandello, mises en scène Stéphane Braunschweig, Théâtre national de Strasbourg
- 2007/2008 : Thibaut Corrion dans Le Cid de Pierre Corneille, mise en scène Alain Ollivier, Théâtre Gérard-Philipe
- 2008/2009 : Alice Belaïdi pour des Confidences à Allah de Saphia Azzeddine, créé au Théâtre du Chêne Noir de Gérard Gelas à Avignon
- 2009/2010 : Agnès Pontier pour Yaacobi et Leidental de Hanokh Levin, mise en scène Frédéric Bélier-Garcia, CDN Pays de Loire, Théâtre du Rond-Point
- 2010/2011 : non décerné
- 2011/2012 : Jean Bellorini pour Paroles gelées d'après François Rabelais, Théâtre national de Toulouse, Théâtre Gérard Philipe
- 2012/2013 : Adeline d'Hermy dans Solness le constructeur d'Henrik Ibsen, mise en scène Alain Françon, Comédie de Reims, Théâtre national de la Colline
- 2013/2014 : Julien Gosselin pour l'adaptation et la mise en scène des Particules élémentaires de Michel Houellebecq, Festival d'Avignon
- 2014/2015 : Manon Thorel dans Henry VI de William Shakespeare, mise en scène Thomas Jolly, théâtre national de Bretagne, Festival d'Avignon, Odéon-Théâtre de l'Europe
- 2015/2016 : Maëlle Poésy pour les mises en scène de Candide, si c'est ça le meilleur des mondes, de Kevin Keiss d'après Voltaire, théâtre Dijon-Bourgogne, théâtre du Gymnase, Espace des Arts (Chalon-sur-Saône), et de Le Chant du cygne et L'Ours d'Anton Tchekhov, Comédie-Française (Studio-Théâtre)
- 2016/2017 : Gaël Kamilindi pour les mises en scène de Le dernier Testament d’après Le Dernier Testament de Ben Zion de James Frey, mise en scène Mélanie Laurent, Théâtre du Gymnase – Marseille, Théâtre National de la Danse – Paris) et Lucrèce Borgia de Victor Hugo, mise en scène Denis Podalydès (Comédie-Française)
- 2017/2018 : Pauline Bayle pour sa mise en scène d’Iliade / Odyssée, d’après Homère (Compagnie À Tire-d’aile / joué au Théâtre de la Bastille)
- 2018/2019 : Suzanne Aubert dans L’Ecole des femmes de Molière, mise en scène de Stéphane Braunschweig, Théâtre de L’Odéon
- 2019/2020 : Romain Daroles pour son interprétation de Phèdre de François Gremaud et à Aurore Frémont dans Électre des bas-fonds de Simon Abkarian[1]
- 2021-2022 : Suzanne de Baecque dans La Seconde Surprise de l’amour de Marivaux, mise en scène d’Alain Françon[2]
- 2022-2023 : Bertrand de Roffignac dans Ma jeunesse exaltée d’Olivier Py et Marie Fortuit pour sa mise en scène d’Ombre (Eurydice parle), d’Elfriede Jelinek[3]